# Xinzhou (socken i Kina, Hunan)
Xinzhou (kinesiska: 新洲, 新洲乡) är en socken i Kina. Den ligger i provinsen Hunan, i den södra delen av landet, omkring 200 kilometer söder om provinshuvudstaden Changsha. Antalet invånare är 6816. Befolkningen består av 3 277 kvinnor och 3 539 män. Barn under 15 år utgör 21,0 %, vuxna 15-64 år 69 %, och äldre över 65 år 8,0 %.
Genomsnittlig årsnederbörd är 1 800 millimeter. Den regnigaste månaden är augusti, med i genomsnitt 276 mm nederbörd, och den torraste är oktober, med 25 mm nederbörd.